# Бенц, Сара
Сара Бенц (нем. Sara Benz; род. 25 августа 1992, Клотен, Цюрих) — швейцарская хоккейная нападающая. В составе сборной Швейцарии бронзовый призёр Олимпийских игр 2014 года и чемпионата мира 2012 года. По результатам чемпионата мира 2011 года была признана лучшим игроком сборной на турнире.
В хоккей начала играть в возрасте четырёх лет. На клубном уровне выступаела за клуб «Цюрих Лайонс». Училась в Цюрихском университете по специальности юриспруденция.
Сестра-близнец другой хоккеистки и партнера по сборной Швейцарии — Лауры Бенц.